# ВМ-40

ВМ-40 илиТип 83 је кинески ракетно-артиљеријски систем (ВБР) којег је између 1978. и 1984. године развила компанија Норинко.Његово оригинално име је Тип 83 док је извозна верзија носила име ВМ-40. Он је први кинески тешки ркетни бацач дугог домета, био је у ограниченој употреби кинеске војске од 1983. год. Поседује 4 велике лансирне цеви поређане у једну линију, током лета ракете стабилизују задња пераја. Користи тандардне ракете калибра 273 mm дужине 4,75m итежине 484 kg. Систем испаљује ракете са високо-експлоз парчадним пуњењем, касетним и хемијским бојевим главама. Максимални домет система је мета на удаљености од 40km .
На темељу ВМ-40 касније су развијене две софистицираније верзије – ВМ-80 са осам цеви, већим ракетама и двоструко већим дометом, као и ВМ-120 с дометом од 120 km и уграђеним GPS системом навођења. Ове двие верзије нису коришћене у Кини и биле су искључиво намењене извозу, док је сам ВМ-40 убрзо замењен напреднијим системом А-100. Средином 1980-их Кинези су комплетан производни процес извезли у Иран, где је на темељу ВМ-40 иран развио сопствени систем Огаб.

## Сродни системи
- Кина ВM-80, напреднија верзија система Тип 83 (ВM-40)
- Кина ВM-120, најнапреднија верзија у серији, домета120 km са имплементираним GPS навођењем (CEP = 50 м)
- Иран Огаб, ирански ракетни систем развијен на темељу ВM-40[3][4][5]

## Корисници
- Кина: ограничена употреба (неколико десетина лансера)